# 黃東熊
黃東熊（1932年11月11日—），中華民國臺灣基隆人，日本東京大學法學博士，臺灣省立中興大學法商學院（今國立臺北大學）法律系畢業，於2007年獲第七屆國立臺北大學傑出校友。從日本返國後，曾在各大學法律系所任教，專長為刑法、刑事訴訟法。後任國立中興大學法商學院法律學研究所所長、法商學院院長、國立中興大學第八屆校長，現為國立中興大學法律學系講座教授及國立台北大學法律學院名譽教授。
1994年，任國立中興大學第八任校長，成為首位依大學法遴選程序產生的國立大學校長。任內主張除了維持全臺灣最優秀農學院的傳統外，更以推動中興大學成為更具規模的綜合大學為目標。
黃東熊任內曾有意將中興大學位在臺中市區內的校地與臺灣省政府中興新村交換，以謀求系所發展，未果。後又與時任彰化縣長談妥，由該縣免費贈與數百公頃土地作為中興大學校本部第二校地，最後不了了之。另外，他也反對法商學院改制獨立成國立臺北大學，希望教育部讓法商學院和校本部繼續共存。因當時政府提倡「一縣市一大學」以及「三峽都市計畫開發案」，加上台北校區與台中校區管理上產生問題，台北法商學院仍於2000年配合政府政策改制今國立臺北大學。
其主張廢除中華民國刑法第140條條文，認為該條規定係屬官僚主義之產物及完全不知人民的權益與官之權益，甚至官署之權益係完全平等之規定，且鄰近國家日本及韓國亦無相關規定。